# Водосховища Севастополя
Водосховища Севастополя — стави, які розташовані на території, яка підпорядкована міськраді Севастополя.
На території Севастополя налічується 1 водосховище, загальною площею 604 га, об'ємом 64,2 млн м³. З 7 вересня 2023 року передане до Бахчисарайського району Автономної Республіки Крим.

## Загальна характеристика
Територія, яка підпорядковується міськраді Севастополя, становить 1079 км², в тому числі акваторії внутрішніх морських бухт займають 216 км².
Місто розташовано у південно-західній частині Криму на Гераклейському півострові.
На заході і півдні територія, підпорядкована Севастопольській міськраді, обмежена береговою лінією Чорного моря, загальна протяжність якої становить 152 км.
Узбережжя в районі Севастополя має понад 30 незамерзаючих морських бухт, найдовша з них – Севастопольська бухта більш ніж на 8 км йде вглиб півострова.
Гідрографічна мережа території Севастополя — річки Бельбек (загальна довжина річки 63 км, площа водозбору 505 км²), Чорна (41 км, 436 км²) та Кача (69 км, 573 км²), які займають у Криму за повноводністю, відповідно, перше, друге і четверте місця.
На території Севастополя функціонує одне, найбільше в Криму водосховище – Чорноріченське з повним об'ємом 64,2 млн м³. Воно розташоване на р. Чорна поблизу с. Озерне Балаклавського району Севастопольської міськради. Його основне цільове призначення – господарсько-питне водопостачання для м. Севастополя.
Будівництво греблі Чорноріченського водосховища висотою 28 метрів було завершено в 1956 р., що дозволило акумулювати 33,2 млн м³ води. Протягом 1977—1984 рр. греблю було нарощено до сучасної висоти в 36 метрів, що дозволяє накопичувати у водосховищі 64,2 млн м³ води і робить Чорноріченське водосховище найбільшим на Кримському півострові.
Довжина водосховища 3,45 км, максимальна ширина – 3,55 км, площа поверхні 6,04 км², пересічна глибина – 10,7 м, максимальна глибина (біля греблі) — 31,7 м. Водоскидна споруда являє собою водозливну гравітаційну греблю автоматичної дії.

## Наявність водосховищ у басейнах основних річок на території Севастополя[4]
| Район річкового басейну         | Кількість вдсх, шт. | Площа вдсх, га | Об'єм вдсх — повний, млн м³ | Об'єм вдсх — корисний, млн м³ | В оренді, шт. | В оренді, га |
| ------------------------------- | ------------------- | -------------- | --------------------------- | ----------------------------- | ------------- | ------------ |
| Річки Чорного моря у тому числі | 1                   | 604            | 64,2                        | 61,2                          | -*            | -            |
| р. Чорна                        | 1                   | 604            | 64,2                        | 61,2                          | -             | -            |
| Разом                           | 1                   | 604            | 64,2                        | 61,2                          | -             | -            |

Примітки: * — немає водосховищ, переданих в оренду.

## Наявність водосховищ (вдсх) об'ємом понад 10млн м³ на території Севастополя[4]
| Назва водосховища, річки (басейну)    | Місцезнаходження вдсх (населений пункт, район)                                                                      | Площа вдсх, га | Об'єм вдсх — повний, млн м³ | Об'єм вдсх — корисний, млн м³ |
| ------------------------------------- | --- | -------------- | --------------------------- | ----------------------------- |
| Чорноріченське, р. Чорна (Чорне море) | м. Севастополь, Балаклавський, з 7 вересня 2023 року передане до Бахчисарайського району Автономної Республіки Крим | 604            | 64,2                        | 61,2                          |